# Тартарен из Тараскона (фильм, 1962)
Тартарен из Тараскона (фр. Tartarin de Tarascon) — кинокомедия французского режиссёра Франсиса Бланша, вышедшая в прокат 23 ноября 1962.

## Сюжет
Третья экранизация одноименного романа Альфонса Доде.
Действие перенесено из эпохи ранней Третьей республики в условную современность (в картине упоминается деноминация франка 1959 года), поскольку, по словам авторов фильма, история бахвала-южанина принадлежит всем временам, и она с равным успехом могла бы быть рассказана как две тысячи лет назад, так и через много столетий после нас.
Герой романа Доде совершает поездку в Алжир, в котором к 1962 году подходила к концу кровопролитная война с арабскими националистами. Персонаж фильма отправляется в некую неопределенную французскую Северную Африку, так как в марте 1962 правительство де Голля подписало договор о капитуляции перед алжирскими повстанцами, и к моменту выхода фильма на экраны бо̀льшая часть миллионного французского населения провинции, поставленная победителями перед альтернативой «чемодан или гроб», была вынуждена бежать в метрополию.
В остальном действие фильма в сокращенном виде повторяет сюжет романа: стрельба по кепкам, обещание поехать на охоту за львами, знакомство с капитаном корабля, «черногорский принц», арабская проститутка, сомнительный охотничий трофей и триумфальное возвращение в Тараскон в компании верблюда.

## В ролях
- Франсис Бланш — Тартарен
- Альфред Адан — принц Георгий Черногорский
- Мишель Галабрю — капитан Барбассу
- Жаклин Майан — мадам Безюке
- Анник Танги — Байя
- Юбер Дешан — метр Ледевез
- Робер Порт — месье Безюке
- Поль Пребуа — Костекальд
- Гастон Орбаль — Бравида
- Бурвиль — кюре
- Анри Сальвадор — стражник
- Дарри Коул — человек в ресторане
- Иван Одуар — носильщик.